# Archozaur
Archozaur (Archosaurus) – rodzaj archozauromorfa należącego do grupy Archosauriformes i rodziny Proterosuchidae. Obejmuje jeden gatunek – Archosaurus rossicus, opisany w 1960 przez Tatarinova. Nazwa Archosaurus pochodzi od greckich słów archos oraz sauros i oznacza „władczy jaszczur”. Archozaur żył w późnym permie, około 251 mln lat temu, na terenie dzisiejszej Europy (także w Polsce) i był najstarszym przedstawicielem Archosauriformes.